# Iulică Ruican
Iulică Ruican (Cujmir, 29 augustus 1971) is een Roemeens voormalig roeier. Ruican maakte zijn debuut met een vierde plaats in de twee-met-stuurman tijdens de wereldkampioenschappen roeien 1991. Een jaar later werd Ruican olympisch kampioen in de vier-met-stuurman tijdens de Olympische Zomerspelen 1992, op datzelfde toernooi won hij de zilveren medaille in de acht. Ruican werd tweemaal wereldkampioen in de vier-met-stuurman in 1993 en 1994. Tijdens de Olympische Zomerspelen 1996 werd Ruican zevende plaats in de acht. Een week na de Olympische Spelen sloot Ruican zijn carrière af met zijn derde wereldtitel in de niet olympische vier-met-stuurman. Zijn vrouw Anca Tănase werd tijdens de Olympische Zomerspelen 1996 kampioen in de acht.

## Resultaten
- Wereldkampioenschappen roeien 1991 in Wenen 4e in de twee-met-stuurman
- Wereldkampioenschappen roeien 1991 in Wenen 12e in de twee-zonder-stuurman
- Olympische Zomerspelen 1992 in Barcelona  in de vier-met-stuurman
- Olympische Zomerspelen 1992 in Barcelona  in de acht
- Wereldkampioenschappen roeien 1993 in Račice  in de vier-met-stuurman
- Wereldkampioenschappen roeien 1993 in Račice  in de acht
- Wereldkampioenschappen roeien 1994 in Indianapolis  in de vier-met-stuurman
- Wereldkampioenschappen roeien 1994 in Indianapolis  in de acht
- Wereldkampioenschappen roeien 1995 in Tampere 6e in de vier-zonder-stuurman
- Olympische Zomerspelen 1996 in Atlanta 7e in de acht
- Wereldkampioenschappen roeien 1996 in Motherwell  in de vier-met-stuurman

1900: Henri Bouckaert & Jean Cau & Émile Delchambre & Henri Hazebrouck & Charlot / Gustav Goßler & Oskar Goßler & Walter Katzenstein & Waldemar Tietgens & Carl Goßler  ·
1912: Albert Arnheiter & Hermann Wilker  & Otto Fickeisen & Rudolf Fickeisen & Otto Maier·
1920: Willy Brüderlin & Max Rudolf & Paul Rudolf & Hans Walter & Paul Staub · 
1924: Émile Albrecht & Alfred Probst & Eugen Sigg & Hans Walter & Émile Lachapelle ·
1928: Valerio Perentin & Giliante D'Este & Nicolò Vittori & Giovanni Delise & Renato Petronio ·
1932: Hans Eller & Horst Hoeck & Walter Meyer & Joachim Spremberg & Carlheinz Neumann ·
1936: Hans Maier & Walter Volle & Ernst Gaber & Paul Söllner & Fritz Bauer·
1948: Warren Westlund & Gordon Giovanelli & Robert Martin & Robert Will & Allen Morgan ·
1952: Karel Mejta & Jiří Havlis & Jan Jindra & Stanislav Lusk & Miroslav Koranda ·
1956: Alberto Winkler & Romano Sgheiz & Angelo Vanzin & Franco Trincavelli & Ivo Stefanoni ·
1960: Gerd Cintl & Horst Effertz & Klaus Riekemann & Jürgen Litz & Michael Obst·
1964: Peter Neusel & Bernhard Britting & Joachim Werner & Egbert Hirschfelder & Jürgen Oelke ·
1968: Dick Joyce & Ross Collinge & Dudley Storey & Warren Cole & Simon Dickie ·
1972: Peter Berger & Hans-Johann Färber & Gerhard Auer & Alois Bierl & Uwe Benter ·
1976: Vladimir Jesjinov & Nikolai Ivanov & Michail Koeznetsov & Aleksandr Klepikov & Aleksandr Loekjanov ·
1980: Dieter Wendisch & Ullrich Dießner & Walter Dießner & Gottfried Döhn & Andreas Gregor ·
1984: Martin Cross & Richard Budgett & Andy Holmes & Steve Redgrave & Adrian Ellison·
1988: Bernd Niesecke & Karsten Schmeling & Bernd Eichwurzel & Frank Klawonn & Hendrik Reiher ·
1992: Iulică Ruican & Viorel Talapan & Dimitrie Popescu & Nicolae Țaga & Dumitru Răducanu